# Georg Solti
Georg Solti, född György Stern den 21 oktober 1912 i Budapest i Ungern, död 5 september 1997 i Antibes i Frankrike, var en framstående ungersk–brittisk dirigent.

## Biografi
Solti studerade i Budapest för Ernő Dohnányi, Béla Bartók och Zoltán Kodály. Sin yrkesbana inledde han som assistent till Arturo Toscanini i Salzburg 1936–1937 och debuterade i Figaros bröllop i Budapest 1936. Krigsåren överlevde Solti i Schweiz som pianolärare, och hade därefter följande karriär:
- ledare för Bayerska statsoperan i München (1946–1952)
- generaldirektör för Frankfurtoperan (1952–1961)
- musikdirektör för Royal Opera House vid Covent Garden (1961–1971)
- musikdirektör för Chicago Symphony Orchestra (1969–1992)
- konstnärlig/musikrådgivare för Opéra de Paris (1971–1973).

Solti samarbetade dessutom närmare med London Philharmonic Orchestra och Orchestre de Paris. Han har även framträtt vid flera internationella opera- och konserthus som San Francisco Opera, Glyndebourne, Chicago Opera, Metropolitan Opera, Bayreuthfestspelen, och dirigerade Nobelpris-konserten i Stockholm 1991. Han arbetade aktivt ända till sin död.
Han har gjort ett stort antal legendariska inspelningar för Decca redan under 50–60-talet under LP-skivans och stereoteknikens tidiga period – bland annat den första kompletta Nibelungens ring-inspelningen med Wienerfilharmonikerna från 1958–1965 räknas fortfarande bland de bästa både musikaliskt och klangmässigt. Han gjorde sig känd som uppskattad tolkare av Beethoven, Brahms, Bruckner, Elgar, Mahler, Schumann och på senare år även Sjostakovitj. Han fick 33 Grammy-priser, vilket är mer än någon annan artist.
Hans stil kännetecknas av energiska, noggranna och livliga tolkningar. 

## Utmärkelser
George Solti adlades 1971 i Storbritannien för sina insatser inom musiken.
Asteroiden 6974 Solti är uppkallad efter honom.
- Concours international d'exécution musicale de Genève,  1942
- Grammy Trustees Award,  1967
- Kommendör av 1 klass av Brittiska imperieorden,  3 februari 1972
- Hedersdoktor vid Harvard University,  juni 1979[1]
- Goetheplaketten av Frankfurt am Main,  1981
- Maximiliansorden för konst och vetenskap,  1986
- Royal Philharmonic Society Gold Medal,  1989
- Léonie Sonnings musikpris,  1992
- Frankfurter Musikpreis,  1992
- Hans-von-Bülow-Medaille,  1993
- Kennedy Center Honors,  1993
- Kommendör av Arts et Lettres-orden,  26 januari 1995[2]
- Storkorsriddare av Republiken Italiens förtjänstorden,  1996
- Grammy Lifetime Achievement Award,  1996
- Förbundsrepubliken Tysklands förtjänstorden – stora kommendörskorset med stjärna och axelrem
- Brit Award for Classical Recording

[Redigera Wikidata]